# Fifth Harmony (album)
Fifth Harmony è il terzo album in studio del gruppo musicale statunitense omonimo, pubblicato il 25 agosto 2017 dalla Epic e Syco.

## Antefatti
Nel 2016, le Fifth Harmony hanno pubblicato il loro secondo album in studio 7/27. Per promuovere l'album, hanno intrapreso il 7/27 Tour. Durante un'intervista rilasciata ad Elvis Duran nel backstage dell'iHeartRadio Jingle Ball, il girl group ha rivelato di star lavorando ad un nuovo album. A gennaio 2017, dopo l'abbandono di Camila Cabello dal gruppo, hanno firmato nuovamente un contratto discografico con la Epic Records come quartetto ed hanno annunciato la tappa asiatica del 7/27 Tour. Il 17 gennaio si sono esibite per la prima volta come quartetto ai People's Choice Awards 2017, vincendo anche il premio come Gruppo musicale preferito per il secondo anno consecutivo. Durante un'intervista per Billboard, il membro Ally Brooke ha affermato che è stata la prima volta che il gruppo ha avuto così tanto controllo creativo. Il 12 aprile successivo sono apparse sulla copertina del magazine Galore, dove hanno discusso del concept e delle sonorità presenti nel loro terzo album.

## Produzione
Le sessioni di registrazione per l'album sono iniziate a gennaio 2017. Durante il processo creativo la girlband ha avuto più coinvolgimento nel co-scrivere la maggior parte delle canzoni, scegliendo quali produrre e condividendo idee durante la produzione. Il gruppo ha collaborato con diversi produttori e cantautori, tra cui i Stereotypes, Skrillex, Poo Bear, The Monsters and the Strangerz, Ester Dean, Ammo, DallasK, Dreamlab, Harmony Samuels e Tommy Brown. Secondo il membro Lauren Jauregui, tali collaboratori hanno creato «spazi sicuri», dove potevano provare idee senza «paura di essere giudicate». In un'intervista con Official Charts Company, Dinah Jane ha affermato: «Siamo tutti in un ambiente in cui possiamo aprirci creativamente l'uno con l'altro e non avere paura. Non ci sono limiti, e ciò avviene attraverso la musica. Abbiamo preso dei rischi». Durante il processo il gruppo ha lavorato a coppie: ogni coppia rimaneva in una stanza con un produttore e un cantautore; nella stanza potevano ascoltare il processo delle canzoni e poi scambiarsi idee per i testi.

## Descrizione
L'album, che è il primo del gruppo dopo l'uscita dell'ex membro Camila Cabello avvenuta a dicembre 2016, è prevalentemente composto di brani R&B e pop con influenze tropicali e hip hop, e presenta una varietà di generi musicali, tra cui musica trap, dancehall e reggae. Strutturalmente, Fifth Harmony è composto da un mix di ballate, mid e up-tempo. Il contenuto lirico è stato descritto come più «genuino» e «autentico» rispetto ai lavori precedenti. Sebbene l'album discuta di temi proposti anche nei loro precedenti album, come l'amore e l'empowerment femminile, si immerge in una zona più emotiva e personale. In un'intervista per Zach Sang, il membro Lauren Jauregui ha dichiarato: «Siamo molto più connesse a questa musica perché siamo state in grado di farne parte. Tutte le canzoni che non abbiamo scritto noi stesse, le abbiamo curate, le abbiamo scelte per questo progetto.»

## Promozione
Il disco è stato anticipato da un singolo estratto, Down, realizzato con la partecipazione del rapper statunitense Gucci Mane e reso disponibile il 2 giugno 2017. Il secondo singolo, He Like That, è stato mandato in rotazione radiofonica statunitense a partire dal 19 settembre 2017.
Angel è stato invece presentato come primo singolo promozionale il 10 agosto 2017. L'8 settembre 2017 è stato pubblicato il videoclip di Deliver, mentre quello di Don't Say You Love Me il 18 maggio 2018.
Per la promozione dell'album, il gruppo ha fatto partire il PSA Tour, una tournée mondiale di ventuno date, dal 29 settembre 2017 all'11 maggio 2018.

## Accoglienza
| Recensione           | Giudizio |
| -------------------- | -------- |
| AllMusic             |          |
| Entertainment Weekly | B–       |
| Pitchfork            | 5,3/10   |
| Rolling Stone        |          |
| Spin                 | 6/10     |
| The Guardian         |          |

Fifth Harmony ha ottenuto recensioni perlopiù positive da parte dei critici musicali. Su Metacritic, sito che assegna un punteggio normalizzato su 100 in base a critiche selezionate, l'album ha ottenuto un punteggio medio di 64 basato su otto critiche.

## Tracce
1. Down – 2:45 (Joshua Coleman, Dallas Koehlke, Claire Demorest, Radric Davis)
2. He Like That – 3:37 (Joshua Coleman, Dallas Koehlke, Ester Dean, Dexter Ansley, Gerald Baillergeau, Ondreius Burgie, Stanley Burrell, George Clinton, Garry Shider, David Spradley)
3. Sauced Up – 3:17 (Harmony Samuels, Edgar "JV" Etienne, Varren Wade, Candace Shields, Ryan Toby, Ally Brooke Hernandez, Dinah Jane, Lauren Jauregui, Normani Kordei)
4. Make You Mad – 2:54 (Dan James, Leah Haywood, Rob Ellmore, Ally Brooke Hernandez, Dinah Jane, Lauren Jauregui, Normani Kordei)
5. Deliver – 3:26 (Jonathan Vip, Jeremy Reeves, Ray Romulus, Ray McCullough, Taylor Parks, Whitney Phillips)
6. Lonely Night – 3:25 (Jason Evigan, Dayo Alatunji, Ally Brooke Hernandez, Dinah Jane, Lauren Jauregui, Normani Kordei, Jordan Johnson, Stefan Johnson, Marcus Lomax)
7. Don't Say You Love Me – 3:13 (Nate Cyphert, Ian Kirkpatrick, Henrik Barman Michaelsen, Edvard Forre Erfjord, Lisa Scinta)
8. Angel – 3:09 (Sonny John Moore, Jason Boyd)
9. Messy – 3:14 (Dan James, Leah Haywood, Rob Ellmore, Ally Brooke Hernandez, Dinah Jane, Lauren Jauregui, Normani Kordei, Thomas Allen, Harold Brown, Orville Burrell, Morris Dickerson, Rickardo Ducent, Gerry Goldstein, Leroy Jordan, Lee Levitin, Charles Miller, Shaun Pizzonia, Howard Scott, Brian Thompson)
10. Bridges – 4:03 (Thomas Brown, Anthony M. Jones, Sebastian Kole, Ally Brooke Hernandez, Dinah Jane, Lauren Jauregui, Normani Kordei)

Traccia bonus nell'edizione di Spotify
1. Por favor (Spanglish Version) (con Pitbull) – 3:18 (Armando C. Pérez, Jamie Sanderson, Philip Kembo, Madison Love, Usher Raymond, Alicia Keys, Jermaine Dupri, Adonis Shropshire, Manuel Seal, Barry White)

Traccia bonus nell'edizione giapponese limitata
1. Down (Instrumental) – 2:43 (Joshua Coleman, Dallas Koehlke, Claire Demorest, Radric Davis)

## Formazione
Musicisti
- Fifth Harmony – voci
- Gucci Mane – voce aggiuntiva (traccia 1)
- Ammo – strumentazione, programmazione e tastiera (traccia 1)
- DallasK – strumentazione, programmazione e tastiera (traccia 1)
- Leah Haywood – cori (tracce 4 e 9)
- Stereotypes – programmazione (traccia 5)
- Jonathan Yip – strumentazione (traccia 5)
- Ray Romulus – strumentazione (traccia 5)
- Jeremy Reeves – strumentazione (traccia 5)
- Ray McCullough – strumentazione (traccia 5)
- Tayla Parx – voce aggiuntiva (traccia 5)
- Jason Evigan – programmazione, chitarra e cori (traccia 6)
- Jordan Johnson – programmazione (traccia 6)
- Marcus Lomax – programmazione e cori (traccia 6)
- Stefan Johnson – programmazione (traccia 6)
- Dayo Alatunji – cori (traccia 6)
- Poo Bear – cori (traccia 8)
- Daniel James – cori (traccia 9)
- Rob Ellmore – cori (traccia 9)

Produzione
- Ammo – produzione (tracce 1 e 2), ingegneria del suono (traccia 1)
- DallasK – produzione (tracce 1 e 2)
- Andrew Bolooki – produzione vocale e ingegneria del suono (traccia 1)
- Andrew Luftman – coordinazione produzione (traccia 1)
- Sarah "Roja" Shelton – coordinazione produzione (traccia 1)
- Bill Zimmerman – ingegneria del suono
- Desi Aguilar – assistenza all'ingegneria del suono (traccia 1)
- Ester Dean – co-produzione (traccia 2)
- Chris "Tek" O'Ryan – produzione vocale e registrazione (traccia 2)
- Harmony "H-Money" Samuels – produzione (traccia 3)
- Edgar "JV" Etienne – co-produzione (traccia 3)
- Ryan Toby – produzione vocale (traccia 3)
- Varren Wade – produzione vocale (traccia 3)
- Charles Dickson – registrazione (traccia 3)
- Dreamlab – produzione (tracce 4 e 9)
- Ruffian – produzione (traccia 4 e 9)
- John Cheatham – registrazione (tracce 4 e 9)
- The Stereotypes – produzione (traccia 5)
- Tayla Parx – produzione vocale (traccia 5)
- Whitney Philips – produzione vocale (traccia 5)
- Ronald "RD" Estrada – registrazione (traccia 5)
- The Monsters & Strangers – produzione (traccia 6)
- Jason Evigan – produzione e registrazione (traccia 6)
- Stefan Johnson – registrazione (traccia 6)
- Gian Stone – registrazione (traccia 6)
- Ian Kirkpatrick – produzione (traccia 7)
- The Electric – produzione (traccia 7)
- Bart Schoudel – produzione vocale e registrazione (tracce 7 e 9)
- Skrillex – produzione (traccia 8)
- Poo Bear – produzione e produzione vocale (traccia 8)
- Sasha Sirota – registrazione (traccia 8)
- Thomas Brown – produzione (traccia 10)
- Anthony M. Jones – co-produzione (traccia 10)
- Phil Tan – missaggio (tracce 1-7, 9 e 10)
- Josh Gudwin – missaggio (traccia 8)
- Michelle Mancini – mastering

## Successo commerciale
Fifth Harmony ha esordito alla 4ª posizione della Billboard 200 statunitense, vendendo 46 000 unità equivalenti (di cui 32 000 sono in pure) nella sua prima settimana di disponibilità. Il gruppo ha così eguagliato le Destiny's Child e le Dixie Chicks per il maggior numero di album entrati in top ten (quattro ciascuno). Nella Official Albums Chart britannica, invece, ha fatto il proprio ingresso al numero 10 con 4 805 vendite.

## Classifiche

### Classifiche settimanali
| Classifica (2017) | Posizione massima |
| ----------------- | ----------------- |
| Australia         | 9                 |
| Austria           | 41                |
| Belgio (Fiandre)  | 13                |
| Belgio (Vallonia) | 31                |
| Canada            | 7                 |
| Corea del Sud     | 97                |
| Finlandia         | 40                |
| Francia           | 55                |
| Germania          | 56                |
| Giappone          | 30                |
| Irlanda           | 7                 |
| Italia            | 16                |
| Messico           | 3                 |
| Norvegia          | 19                |
| Nuova Zelanda     | 7                 |
| Paesi Bassi       | 11                |
| Polonia           | 30                |
| Portogallo        | 2                 |
| Regno Unito       | 10                |
| Repubblica Ceca   | 61                |
| Slovacchia        | 64                |
| Spagna            | 1                 |
| Stati Uniti       | 4                 |
| Svezia            | 21                |
| Svizzera          | 28                |

### Classifiche di fine anno
| Classifica (2017) | Posizione |
| ----------------- | --------- |
| Messico           | 99        |